# Oriane Jaillardon
Oriane Jaillardon, née le 30 juillet 2005 à Strasbourg, est une nageuse synchronisée française.

## Biographie
Le 11 août 2022, elle remporte la médaille de bronze de l'épreuve technique par équipe de natation artistique lors des Championnats d'Europe de natation 2022 à Rome. Le lendemain, elle termine sixième de l'épreuve technique individuelle.
Aux Jeux européens de 2023 à Oświęcim, elle est médaillée de bronze de l'épreuve technique par équipes.